# Candor Labes
La Candor Labes è una struttura geologica della superficie di Marte.